# Llista Unificada Caldea
La llista Unificada Caldea fou una coalició electoral que es va presentar a les eleccions legislatives regionals del Kurdistan Iraquià del 25 de juliol de 2009 per disputar els cinc escons de la minoria cristiana. Estava formada per:
- Partit de la Unió Democràtica Caldea
- Fòrum Democràtic Caldeu

S'enfrontava a quatre altres llistes: la llista del Consell Popular Caldeu-Siríac-Assiri, a la llista Nacional Rafidain (formada únicament pel Moviment Democràtic Assiri conegut per Zowaa), a la llista Autonomista Caldea-Siríaca-Assíria (formada pel Partit Comunista Khaldu-Ashur i el Partit Patriòtic Assiri) i a la llista del Partit Democràtic de Bet Nahrain. Aquesta darrera va decidir retirar-se.
La llista Unificada Caldea va quedar en tercer lloc amb 1.700 vots (8,6%) i cap diputat.